# جمعية الحياة البرية (فلسطين)

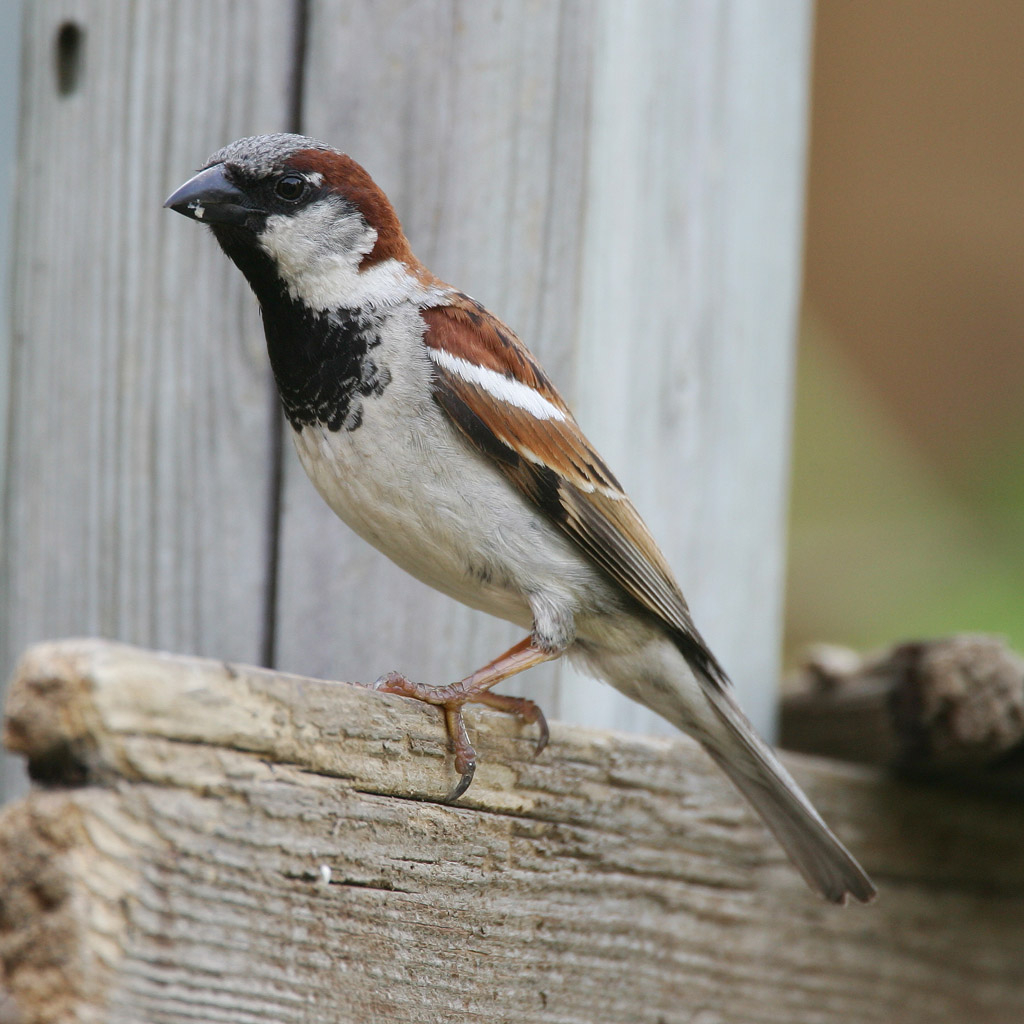
ذكر العصفور الدوري

جمعية الحياة البرية في فلسطين (بالإنجليزية: WLPS)، هي منظمة فلسطينية أهلية وغير ربحية، مرخصة من وزارة الداخلية الفلسطينية، وبتوصية من سلطة جودة البيئة، تعمل على مستوى الوطن في الضفة الغربية وقطاع غزة، في مجال الأبحاث العلمية والتوعية البيئية من أجل حماية الطبيعة.

## التاريخ والأهداف
- في عام 1999 تأسست مؤسسة جمعية الحياة البرية في فلسطين بهدف المحافظة على الطبيعة والتنوع  البيولوجي.

- هي مؤسسة مهنية غير حكومية، ومنظمة فلسطينية أهلية، وأحد الأعضاء شبكة المنظمات الأهلية البيئية الفلسطينية، العاملة في مجال البيئة في الأراضي الفلسطينية.[4]

- تعمل في مجال الأبحاث العلمية والتوعية البيئية من أجل حماية الطبيعة والسياحة البيئية، وحماية الحيوان في فلسطين ،ومقرها الرئيس في الفترة الحالية في مدينة بيت ساحور بمحافظة بيت لحم، ولديها مكتب فرعي في مدينة أريحا.[5]

## النشاط
- رفع الوعي البيئي والمحافظة على الحياة البرية في الأراضي الفلسطينية.[6]

- الحفاظ على التنوع البيولوجي والحياة البرية وتعزيزهما.

- مراقبة وتعزيز مناطق الطيور الهامة.

- التعليم وتعزيز الحياة البرية والطبيعة.

- المشاركة الفعالة وإشراك المجتمعات المحلية في حركة حماية البيئة والتنمية المستدامة.

- السياحة البيئية ومساعدة الحيوانات والمزارع.[7]